# 1er méridien est
Pour les articles homonymes, voir 1er méridien.
En géographie, le 1er méridien est est le méridien joignant les points de la surface de la Terre dont la longitude est égale à 1° est.

## Géographie

### Dimensions
Comme tous les autres méridiens, la longueur du 1er méridien correspond à une demi-circonférence terrestre, soit 20 003,932 km. Au niveau de l'équateur, il est distant du méridien de Greenwich de 111,319 km,.
Avec le 179e méridien ouest, il forme un grand cercle passant par les pôles géographiques terrestres.

### Régions traversées
En commençant par le pôle Nord et descendant vers le sud au pôle Sud, le 1er méridien est passe par:
| Coordonnées         | Pays, Territoire ou mer | Notes                                                                                                 |
| ------------------- | ----------------------- | --- |
| 90° 00′ N, 1° 00′ E | Océan Arctique          | |
| 81° 35′ N, 1° 00′ E | Océan Atlantique        | |
| 61° 00′ N, 1° 00′ E | Mer du Nord             | |
| 52° 58′ N, 1° 00′ E | Royaume-Uni             | Angleterre, passe par Stowmarket, Suffolk (à 52° 11′ N, 1° 00′ E)                                     |
| 51° 47′ N, 1° 00′ E | Mer du Nord             | |
| 51° 21′ N, 1° 00′ E | Royaume-Uni             | Angleterre, passe juste à l'ouest de Whitstable, Kent (à 51° 21′ N, 1° 01′ E)                         |
| 51° 01′ N, 1° 00′ E | Manche                  | |
| 49° 55′ N, 1° 00′ E | France                  | France passe juste à l'ouest de Rouen, Normandie (à 49° 44′ N, 1° 07′ E)                              |
| 42° 47′ N, 1° 00′ E | Espagne                 | |
| 41° 02′ N, 1° 00′ E | Mer Méditerranée        | passe juste à l'ouest de l'île d'Ibiza (à 38° 54′ N, 1° 13′ E)                                        |
| 36° 28′ N, 1° 00′ E | Algérie                 | |
| 21° 13′ N, 1° 00′ E | Mali                    | |
| 15° 00′ N, 1° 00′ E | Niger                   | |
| 13° 33′ N, 1° 00′ E | Burkina Faso            | |
| 13° 22′ N, 1° 00′ E | Niger                   | Une section de la frontière avec le Burkina Faso est parallème au méridien sur environ 1 km à l'ouest |
| 13° 03′ N, 1° 00′ E | Burkina Faso            | |
| 11° 05′ N, 1° 00′ E | Bénin                   | |
| 10° 13′ N, 1° 00′ E | Togo                    | |
| 6° 18′ N, 1° 00′ E  | Ghana                   | |
| 5° 55′ N, 1° 00′ E  | Océan Atlantique        | |
| 60° 00′ S, 1° 00′ E | Océan Austral           | |
| 69° 51′ S, 1° 00′ E | Antarctique             | Terre de la Reine-Maud, revendiqué par la Norvège                                                     |